# Blohm & Voss BV 238
Blohm & Voss BV 238 je bil šestimotorni propelerski leteči čoln (Flugboot), ki so ga zgradili v Nacistični Nemčiji med 2. svetovno vojno. Ob času prvega leta 1944 je bil najtežje letalo na svetu in največje letalo sil osi.
Poganjalo ga je šest bencinskih motorjev 1750 konjskih Daimler-Benz DB 603. Vsak tekočinsko hlajeni motor je imel 12 valjev v konfiguraciji obratni V. Zgradili so samo en leteči prototip.

## Specifikacije (BV 238A-02 (V6))
Podatki iz Aircraft of the Third Reich Vol.1,
Splošne značilnosti
- Posadka: ca 12
- Dolžina: 43,35 m (142 ft 3 in)
- Razpon kril: 60,17 m (197 ft 5 in)
- Višina: 12,8 m (42 ft 0 in)
- Površina kril: 360,16 m2 (3.876,7 sq ft)
- Teža praznega letala: 54.780 kg (120.769 lb)
- Bruto teža: 90.000 kg (198.416 lb) za izvidniške misije

95.000 kg (209.439 lb) za bombniške misije
- Maks. vzletna teža: 100.000 kg (220.462 lb)
- Pogon letala: 6 × Daimler-Benz DB 603G Obrnjen V-12 tekočinsko hlajeni batni motor, 1.417 kW (1.900 hp) vsak za vzlet
 1163 kW na višini 7300 metrov
- Propelerji: št. lopatic: 3 kraki s konstantnimi vrtljaji

Zmogljivost
- Maks. hitrost: 350 km/h (217 mph; 189 kn) pri teži 60.000 kg (132.277 lb) na nivoju morja

425 km/h (264 mph) pri 60.000 kg (132.277 lb) na 6.000 m (19.685 ft)
- Pristajalna hitrost: 143 km/h (77 vozlov, 89 mph)
- Doseg: 6.620 km (4.113 mi; 3.575 nmi) pri 365 km/h (227 mph) s težo 92,000 kg (203 lb) na  2.000 m (6.562 ft)
- Višina leta: 7.300 m (23.950 ft)
- Obremenitev kril: 261 kg/m2 (53 lb/sq ft)

Oborožitev

- Strelno orožje: 13 mm (0,512 in) MG 131 in 20 mm (0,787 in) MG 151/20 strojnice
- Bombe: 20 x 250 kg (551 lb) SC 250 bomb

in 4 x 1.000 kg (2.205 lb) SC 1000 bombe
ali 2 x 1,200 kg (3 lb) LD 1200 torpedi
ali 4 x Henschel Hs 293
ali 2 x 1.000 kg (2.205 lb) BV 143